# Asociación de Universidades Confiadas a la Compañía de Jesús en América Latina
La Asociación de Universidades Confiadas a la Compañía de Jesús en América Latina (AUSJAL) es una red integrada por 30 universidades confiadas a la Compañía de Jesús en América Latina. Con la misión de desarrollar proyectos comunes entre instituciones universitarias, y en función de buscar una mayor contribución de las instituciones de educación superior a sus sociedades.
AUSJAL forma parte de una amplia red mundial de más de 200 universidades jesuitas con presencia en los cinco continentes, la Asociación Internacional de Universidades Jesuitas (IAJU, por sus siglas en inglés).

## Historia

### Presidentes de AUSJAL
| Periodo         | Rector                            | Universidad                                                                                              |
| --------------- | --------------------------------- | --- |
| 1988-1990       | P. Julio Terán Dutari, S.J.       | Pontificia Universidad Católica del Ecuador                                                              |
| 1990-1992       | P. Carlos Escandón, S.J.          | Universidad Iberoamericana Ciudad México                                                                 |
| 1992-1999       | P. Theodoro Peters, S.J           | Universidad Católica de Pernambuco, Brasil                                                               |
| 1999-2009       | P. Luis Ugalde, S.J.              | Universidad Católica Andrés Bello, Caracas                                                               |
| 2009-2013       | P. José Morales Orozco, S.J.      | Universidad Iberoamericana Ciudad de México                                                              |
| 2013-2017       | P. Fernando Fernández Font, S.J.  | Universidad Iberoamericana Puebla                                                                        |
| 2017-2019       | Dr. Ernesto Cavassa, S.J.         | Universidad Antonio Ruiz de Montoya                                                                      |
| 2019-2023       | Dr. Luis Arriaga Valenzuela, S.J. | ITESO, Universidad Jesuita de Guadalajara (2019-2022) Universidad Iberoamericana Ciudad de México (2022) |
| 2023 - presente | Dr. Fernando Ponce, S.J           | Pontificia Universidad Católica del Ecuador                                                              |

#### Listado de Secretarios Ejecutivos
| Periodo       | Secretario Ejecutivo             |
| ------------- | -------------------------------- |
| 1999-2003     | P. Xavier Gorostiaga, S.J.       |
| 2003-2004     | P. Gonzalo de Villa, S.J.        |
| 2005-2019     | Susana Di Trolio                 |
| 2019-2020     | Mtra. Patricia Guerrero          |
| 2021          | P. David Fernández Dávalos, S.J. |
| 2022-presente | Dr. Francisco Urrutia            |

## Instituciones que integran AUSJAL

### Argentina
- Universidad Católica de Córdoba

### Brasil
- Faculdade Jesuíta de Filosofia e Teologia
- Pontificia Universidade Católica do Rio de Janeiro
- Universidade Católica de Pernambuco
- Universidade do Vale do Rio dos Sinos
- Centro Universitário FEI

### Chile
- Universidad Alberto Hurtado

### Colombia
- Pontificia Universidad Javeriana, Bogotá
- Pontificia Universidad Javeriana, Cali

### República Dominicana
- Instituto Especializado de Estudios Superiores Loyola
- Instituto Filosófico Pedro Francisco Bonó

### Ecuador
- Pontificia Universidad Católica de Ecuador

### El Salvador
- Universidad Centroamericana José Simeón Cañas

### Guatemala
- Universidad Rafael Landívar

### México
- Instituto Tecnológico y de Estudios Superiores de Occidente
- Universidad Iberoamericana Ciudad de México
- Universidad Iberoamericana León
- Universidad Iberoamericana Puebla
- Universidad Iberoamericana Tijuana
- Universidad Iberoamericana Torreón
- Tecnológico Universitario del Valle de Chalco
- El Centro de Estudios Ayuuk- Universidad Indígena Intercultural Ayuuk

### Nicaragua
- Universidad Centroamericana

### Paraguay
- Instituto Superior de Estudios Humanísticos y Filosóficos

### Perú
- Universidad Antonio Ruiz de Montoya
- Universidad del Pacífico

### Uruguay
- Universidad Católica del Uruguay Dámaso Antonio Larrañaga

### Venezuela
- Instituto Universitario Jesús Obrero
- Universidad Católica Andrés Bello
- Universidad Católica del Táchira